# Stagno delle Saline (Muravera)
Lo stagno delle Saline è una zona umida situata in prossimità della costa sud-orientale della Sardegna. Appartiene amministrativamente al comune di Muravera.
In base alla direttiva comunitaria "Habitat" n. 92/43/CEE approvata dalla Commissione europea nel 1992 è stato dichiarato sito di interesse comunitario e inserito nella rete Natura 2000, un sistema di aree dedicate alla conservazione della biodiversità, caratterizzate dalla presenza di habitat e specie faunistiche e floristiche di elevato interesse. Oltre allo stagno delle Saline il sito, univocamente individuato dal codice ITB043025, comprende anche gli stagni di Colostrai e Feraxi. Inoltre, in base alla direttiva "Uccelli" n. 79/409/CEE il sito è stato classificato zona di protezione speciale (ZPS ITB043025) in quanto habitat ideale per le popolazioni di uccelli selvatici migratori.